# Fontos Sándor
Fontos Sándor (Szeged, 1920. január 17. – Szeged, 1991. január 21.) magyar festőművész.

## Életpályája
Szülei: Fontos Sándor és Martonosi Rozália voltak. 1939–1942 között katonának állt, majd Temerinben tanított. 1942-ben a háború ismét katonának szólította; 1946 nyarán került haza németországi fogságából. 1948–1955 között a szegedi Juhász Gyula Tanárképző Főiskola hallgatója volt, ahol Vinkler László oktatta. 1952-től volt kiállító művész. Évekig művész-pedagógus volt az üllési és a pusztaszeri tanyavilágban. 1955–1971 között leginkább szerkezetes elvű, dekoratív hangvételű tájképeket festett. 1969-től Szegeden élt. 1972–1985 között felszámolta a valóságos földi látszatokat, s inkább kozmikus képzeletű expresszív látomásokat hozott létre. 1986–1991 között – pályája utolsó éveiben –  mozgalmas, szimbolikus és irónikus felfogású figurális kompozíciókat készített.

### Munkássága
Hol expresszív erejű, hol pedig költői hangulatú festményének központi témája a szegedi tanyavilág, az itt élő emberek. Stílusának jellegzetessége, hogy mély színezésű képeit átszövik a kompozíciót kialakítő vonalak, amelyek mintegy érhálózatát adják a képnek, lüktető mozgást adva az ábrázolásokba. Később az absztrakció felé fordult.
Sírja Szegeden, a Belvárosi temetőben található (XVIII - díszsírhely (D/2)-48).

## Festményei
- Öregek (1963)
- Asszony könyvvel (1964)
- Alföldi elégia (1965)
- Kényszermunkások (1965)
- Barna fatörzsek (1966)
- Tavasz (1966)
- Nyár (1966)
- Ősz (1966)
- Tél (1966)
- Bevetett földek (1967)
- Termés (1969)
- Barackvirágzás (1970)
- Hajnal (1973)
- Éjszaka (1975)

## Kiállításai

### Egyéni
- 1963 Hódmezővásárhely
- 1965, 1980, 1990 Szeged
- 1976 Budapest
- 1984 Esztergom

### Válogatott, csoportos
- 1967 Budapest
- 1975-1982, 1986 Szeged
- 1975-1987 Hódmezővásárhely

## Díjai
- Csongrád megyei Tanács alkotói díja (1976)
- Munka Érdemrend arany fokozata (1980)
- Magyar Népköztársaság Csillagrendje (1988)[6]